# Droga wojewódzka nr 832
Droga wojewódzka nr 832 (DW832) – droga wojewódzka w województwie lubelskim, powiatach opolskim (gmina Opole Lubelskie i gmina Poniatowa) i lubelskim (gmina Bełżyce). Droga zaczyna się w Woli Rudzkiej, a kończy w Krężnicy Okrągłej. Długość drogi to 17,349 km, zaś jej klasa to Z (zbiorcza).

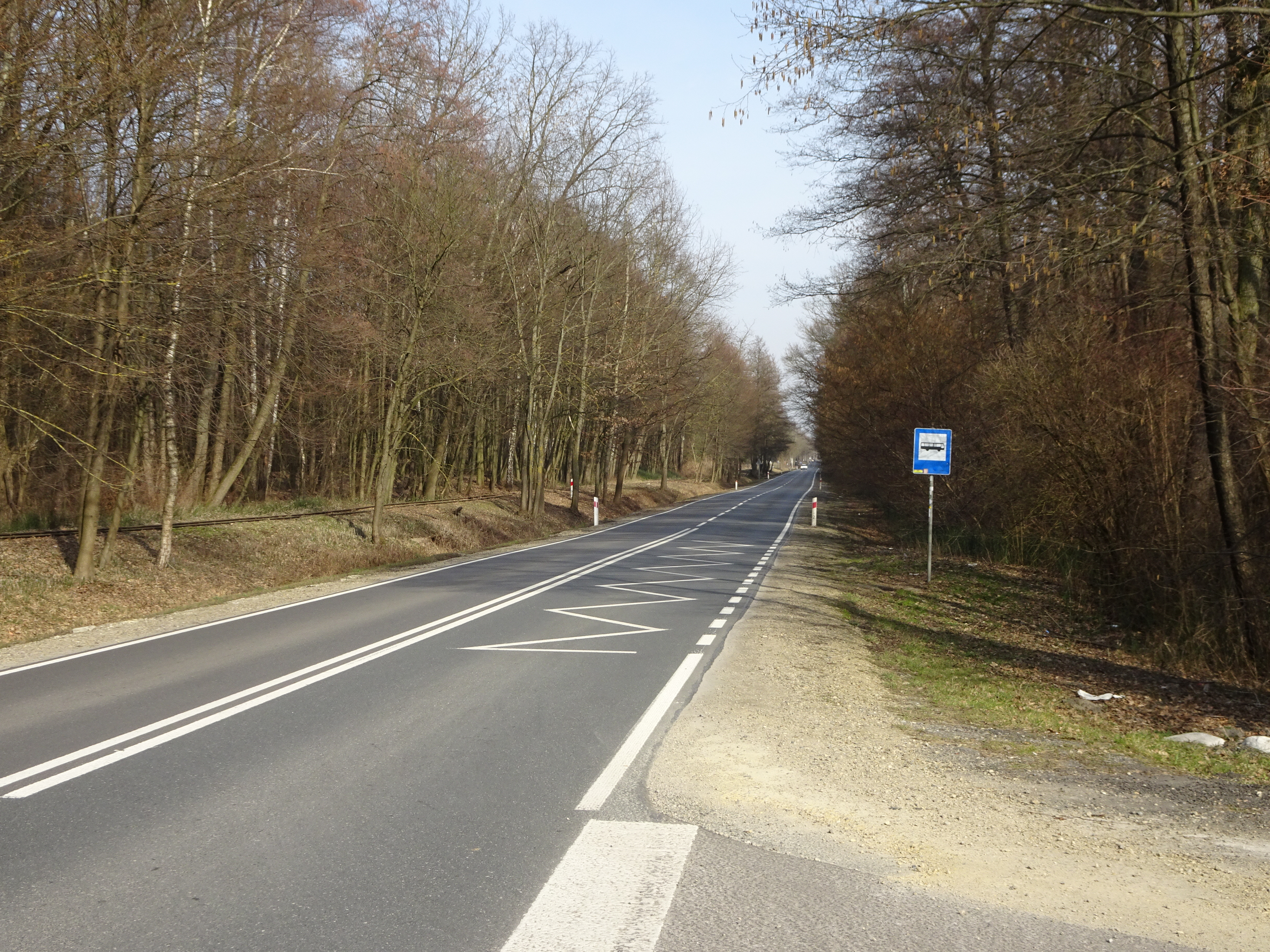
DW832 między Wolą Rudzką a Poniatową

## Miejscowości leżące przy trasie DW832
- Wola Rudzka
- Poniatowa
- Poniatowa
- Wronów
- Płowizny
- Cuple
- Zagórze
- Krężnica Okrągła